# Ronde van Frankrijk 1995
De 82e editie van de Ronde van Frankrijk ging van start op 1 juli 1995 in Saint-Brieuc en eindigde op 23 juli in Parijs. Er stonden 189 renners verdeeld over 21 ploegen aan de start. Miguel Indurain pakte zijn vijfde touroverwinning en kwam daarmee op gelijke hoogte met Jacques Anquetil, Eddy Merckx en Bernard Hinault.

## Verloop
Miguel Indurain nam na de eerste lange tijdrit de leiding in het klassement en stond die daarna niet meer af, hoewel de Fransman Laurent Jalabert na een lange ontsnapping toch nog verrassend dichtbij kwam. Maar uiteindelijk won Indurain toch relatief makkelijk zijn vijfde tour.
In de 15e etappe kwam Fabio Casartelli om het leven bij een valpartij in de afdaling van de Col de Portet-d'Aspet. Veel renners wilden de dag daarna eigenlijk niet meer opstappen, maar deden dat toch. Tijdens de 16e etappe werd dan ook niet gekoerst. In plaats daarvan maakte het peloton er een soort eerbetoon aan Casartelli van door er een 'wandeletappe' van te maken. Over die etappe zijn dan ook geen klassementen opgemaakt. Casartelli's ploeggenoten van de Motorola-ploeg reden uiteindelijk naast elkaar over de finish op enige afstand gevolgd door de rest van het peloton. Twee dagen later won Lance Armstrong de 18e etappe van Montpon Ménésterol naar Limoges. Hij droeg die overwinning op aan zijn overleden ploeggenoot.
- Aantal ritten: 20
- Totale afstand: 3653 km
- Gemiddelde snelheid: 39,193 km/h
- Aantal deelnemers: 189
- Aantal uitgevallen: 74

## Belgische en Nederlandse prestaties
In totaal namen er 17 Belgen en 10 Nederlanders deel aan de Tour van 1995.

### Belgische etappezeges
- Johan Bruyneel won de 7de rit van Charleroi naar Luik.

### Nederlandse etappezeges
- Jeroen Blijlevens won de 5de rit van Fecamp naar Duinkerken.

## Teams
- Aki-Gipiemme
- Banesto
- Brescialat
- Carrera Jeans-Tassoni
- Castorama
- Chazal-MBK-Konig
- Festina-Lotus
- Gan
- Gewiss-Ballan
- Lampre-Panaria
- Kelme-Avianca
- Lotto-Isoglass
- Mapei-GB
- Mercatone Uno-Saeco
- MG Maglificio-Technogym
- Motorola
- Novell
- ONCE
- Polti
- Telekom (zes renners) + ZG-Selle Italia (3 renners) a
- TVM-Polis Direct

a Het Duitse Telekom, in 1995 een van de meest succesvolle teams in het wielrennen, was aanvankelijk niet uitgenodigd door de Tourdirectie. Na aandringen en lobbyen van manager Walter Godefroot werd er voor een merkwaardige oplossing gekozen: Telekom zou tijdens deze ronde samen met het Italiaanse team ZG-Selle Italia een fusieteam afvaardigen. Aldus geschiedde: zes renners van Telekom (Rolf Aldag, Udo Bölts, Jens Heppner, Olaf Ludwig, Volodymyr Poelnikov en Erik Zabel) en drie van Selle Italia (Stefano Colagè, Andrea Ferrigato en Nélson Rodríguez) reden elk in hun eigen sponsortricots, ook in de ploegentijdrit.

## Etappe-overzicht
| datum   | etappe  | route                              | afstand  | winnaar                                                  | gele trui        |
| ------- | ------- | ---------------------------------- | -------- | -------------------------------------------------------- | ---------------- |
| 1 juli  | Proloog | Saint-Brieuc (ITT)                 | 7,3 km   | Jacky Durand                                             | Jacky Durand     |
| 2 juli  | 1       | Dinan - Lannion                    | 233,5 km | Fabio Baldato                                            | Jacky Durand     |
| 3 juli  | 2       | Perros-Guirec - Vitré              | 235,5 km | Mario Cipollini                                          | Laurent Jalabert |
| 4 juli  | 3       | Mayenne - Alençon (TTT)            | 67 km    | Gewiss-Ballan                                            | Laurent Jalabert |
| 5 juli  | 4       | Alençon - Le Havre                 | 162 km   | Mario Cipollini                                          | Ivan Gotti       |
| 6 juli  | 5       | Fécamp - Duinkerke                 | 261 km   | Jeroen Blijlevens                                        | Ivan Gotti       |
| 7 juli  | 6       | Duinkerke - Charleroi              | 202 km   | Erik Zabel                                               | Bjarne Riis      |
| 8 juli  | 7       | Charleroi - Luik                   | 203 km   | Johan Bruyneel                                           | Johan Bruyneel   |
| 9 juli  | 8       | Hoei - Seraing (ITT)               | 54 km    | Miguel Indurain                                          | Miguel Indurain  |
| 10 juli | Rustdag | Rustdag                            | Rustdag  | Rustdag                                                  | Rustdag          |
| 11 juli | 9       | Le Grand-Bornand - La Plagne       | 160 km   | Alex Zülle                                               | Miguel Indurain  |
| 12 juli | 10      | Aime - l'Alpe d'Huez               | 162,5 km | Marco Pantani                                            | Miguel Indurain  |
| 13 juli | 11      | Le Bourg-d'Oisans - Saint-Étienne  | 199 km   | Maximilian Sciandri                                      | Miguel Indurain  |
| 14 juli | 12      | Saint-Étienne - Mende              | 222,5 km | Laurent Jalabert                                         | Miguel Indurain  |
| 15 juli | 13      | Mende - Revel                      | 245 km   | Serhij Oesjakov                                          | Miguel Indurain  |
| 16 juli | 14      | Saint-Orens - Guzet Neige          | 164 km   | Marco Pantani                                            | Miguel Indurain  |
| 17 juli | Rustdag | Rustdag                            | Rustdag  | Rustdag                                                  | Rustdag          |
| 18 juli | 15      | Saint-Girons - Cauterets           | 206 km   | Richard Virenque                                         | Miguel Indurain  |
| 19 juli | 16      | Tarbes - Pau                       | 237 km   | Etappe geneutraliseerd na verongelukken Fabio Casartelli | Miguel Indurain  |
| 20 juli | 17      | Pau - Bordeaux                     | 246 km   | Erik Zabel                                               | Miguel Indurain  |
| 21 juli | 18      | Montpon-Ménestérol - Limoges       | 174,5 km | Lance Armstrong                                          | Miguel Indurain  |
| 22 juli | 19      | Omloop Lac de Vassivière (ITT)     | 46,5 km  | Miguel Indurain                                          | Miguel Indurain  |
| 23 juli | 20      | Sainte-Geneviève-des-Bois - Parijs | 175 km   | Djamolidin Abdoezjaparov                                 | Miguel Indurain  |

## Eindklassementen
| Eindklassement      | Eindklassement           | Eindklassement | Eindklassement |
| ------------------- | ------------------------ | -------------- | -------------- |
| Algemeen klassement | Miguel Indurain          | 92h 44' 59"    |                |
| Tweede              | Alex Zülle               | + 4' 35"       |                |
| Derde               | Bjarne Riis              | + 6' 47"       |                |
| Vierde              | Laurent Jalabert         | + 8' 24"       |                |
| Vijfde              | Ivan Gotti               | + 11' 33"      |                |
| Zesde               | Melchor Mauri            | + 15' 20"      |                |
| Zevende             | Fernando Escartín        | + 15' 45"      |                |
| Achtste             | Tony Rominger            | + 16' 46"      |                |
| Negende             | Richard Virenque         | + 17' 31"      |                |
| Tiende              | Hernán Buenahora         | + 18' 50"      |                |
| Rode Lantaarn       | Bruno Cornillet (115e)   | + 3h 36' 26"   |                |
| Puntenklassement    | Laurent Jalabert         | 333 punten     |                |
| Tweede              | Djamolidin Abdoezjaparov | 271 punten     |                |
| Derde               | Miguel Indurain          | 180 punten     |                |
| Bergklassement      | Richard Virenque         | 438 punten     |                |
| Tweede              | Claudio Chiappucci       | 241 punten     |                |
| Derde               | Alex Zülle               | 205 punten     |                |
| Jongerenklassement  | Marco Pantani            | 93h 11' 19"    |                |
| Tweede              | Bo Hamburger             | + 8' 29"       |                |
| Derde               | Beat Zberg               | + 40' 48"      |                |
| Ploegenklassement   | ONCE                     | 278h 29' 35"   |                |
| Tweede              | Gewiss-Ballan            | + 13' 23"      |                |
| Derde               | Mapei-GB                 | + 55' 53"      |                |

 winnaars gele trui · 
 puntenklassement · 
 bergklassement · 
 jongerenklassement · 
 tussensprintklassement · 
 combinatieklassement · 
 ploegenklassement · 
 strijdlust · 
rode lantaarn
records · meeste deelnames · ranglijst etappewinnaars · bekende beklimmingen · valpartijen · dopinggevallen · Grand Départ · Souvenir Henri Desgrange
1903 · 
1904 · 
1905 · 
1906 · 
1907 · 
1908 · 
1909 · 
1910 · 
1911 · 
1912 · 
1913 · 
1914 ·
1915 ·
1916 ·
1917 ·
1918 · 
1919 · 
1920 · 
1921 · 
1922 · 
1923 · 
1924 · 
1925 · 
1926 · 
1927 · 
1928 · 
1929 · 
1930 · 
1931 · 
1932 · 
1933 · 
1934 · 
1935 · 
1936 · 
1937 · 
1938 · 
1939 · 
1940 ·
1941 ·
1942 ·
1943 ·
1944 ·
1945 ·
1946 ·
1947 · 
1948 · 
1949 · 
1950 · 
1951 · 
1952 · 
1953 · 
1954 · 
1955 · 
1956 · 
1957 · 
1958 · 
1959 · 
1960 · 
1961 · 
1962 · 
1963 · 
1964 · 
1965 · 
1966 · 
1967 · 
1968 · 
1969 · 
1970 · 
1971 · 
1972 · 
1973 · 
1974 · 
1975 · 
1976 · 
1977 · 
1978 · 
1979 · 
1980 · 
1981 · 
1982 · 
1983 · 
1984 · 
1985 · 
1986 · 
1987 · 
1988 · 
1989 · 
1990 · 
1991 · 
1992 · 
1993 · 
1994 · 
1995 · 
1996 · 
1997 · 
1998 · 
1999 · 
2000 · 
2001 · 
2002 · 
2003 · 
2004 · 
2005 · 
2006 · 
2007 · 
2008 · 
2009 · 
2010 · 
2011 · 
2012 · 
2013 · 
2014 · 
2015 · 
2016 · 
2017 · 
2018 · 
2019 ·
2020 · 
2021 · 
2022 · 
2023 · 
2024 · 
2025